# RK Siscia Sisak
Rukometni klub Siscia je bio muško rukometni klub iz Siska.  Utemeljen je 2003., a ugašen 2013. godine.

## Povijest kluba
Iako povijest rukometa u Sisku seže u daleku 1957. godinu, prethodnica Rukometnog kluba "Siscie", RK "Sisak" se osniva tek 1988., spajanjem klubova "INA" i "Metalca". RK “Sisak” bio je sudionik 2. rukometne lige u bivšoj državi. Uspostavom Republike Hrvatske klub se natječe u  1.A hrvatskoj rukometnoj ligi, te je sudjelovao u Kup EHF i Kupu gradova. To je prvi klub iz Siska, koji je sudjelovao u nekom europskom natjecanju. Klub se gasi 1997. godine. 

## Novije doba
U periodu od 1997. do 2003. godine rukomet se u Sisku sasvim ugasio. Godine 2003. osnovan je novi klub RK Siscia koji počinje s natjecanjem u 3. HRL u sezoni 2003./04.. Iste sezonu osvaja 1. mjesto i kroz kvalifikacije se uspijeva plasirati u 2. HRL. U sezoni 2006./07. osvaja 1. mjesto u 2. HRL i uspijeva se plasirati, kroz kvalifikacije, u 1. HRL. U sezoni 2007./08. osvaja 6. mjesto u 1. HRL, te dalje nastupa u Premijer ligi, koju je zamijenila 1. HRL do sezone 2012./13., kada klub upada u financijske teškoće i gasi se. U ljeto 2013. se osniva novi klub pod imenom Rukometni klub "Sisak" i započinje natjecanje u sezoni 2013./14.

RK Siscia  je svoje domaće utakmice igrala u Sportskoj dvorani Brezovica.

"Siscia" je u sezonama 2009./10. i 2011./12. igrala u Challenge kupu.

## Poznati bivši igrači
- Jakov Gojun
- Mario Tomić
- Venio Losert
- Lovro Šprem
- Tomislav Nuić
- Mario Bjeliš
- Tihomir Baltić
- Tomislav Farkaš

## Poznati bivši treneri
- Slavko Goluža

## Poveznice
- RK Sisak (1988.)
- RK Sisak (2013.)

## Vanjske poveznice
- Službene klupske stranice (neaktivne)  Arhivirana inačica izvorne stranice od 22. kolovoza 2010. (Wayback Machine)
- furkisport.hr/hrs, Siscia, rezultati po sezonama
- eurohandball.com, RK Siscia
- gradsisak.wordpress.com, Grad Sisak - Sport